# 元朗戲院

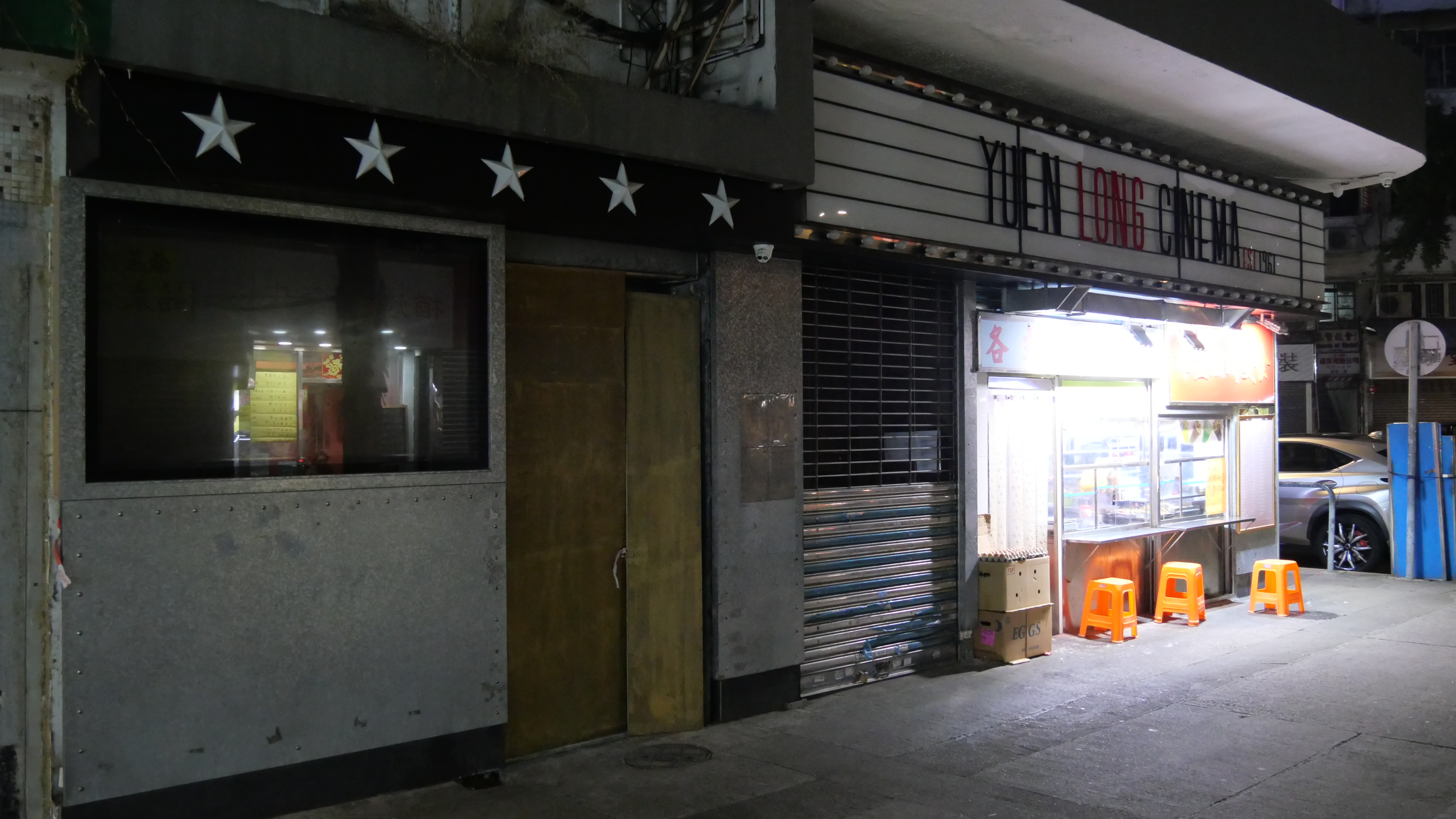
元朗戲院入口側

元朗戲院（英語：Yuen Long Cinema）曾是一間位於香港元朗區炮仗坊8號的戲院。元朗戲院開業59年，主要播放港產片和西片，並沒有加入連鎖院線。戲院於2020年結業，現已拆卸。

## 歷史
元朗戲院由「戲院大王」邱德根擁有的遠東公司及朱立愷合夥組成的亞洲電影建設有限公司創辦，於1961年1月17日開幕，是元朗第三間開設的戲院，戲院的前身是1955年清拆的廣興園十八街一部份。元朗戲院佔地近8,400平方呎，大戲院有兩層，一樓是普通堂座、二樓設有超等與特等座，共1,474個座位，三樓設有餐廳。開幕典禮由當日元朗理民官符禮修主禮，戲院請來李麗華、吳君麗、余麗珍、鳳凰女、李敏等多名影星剪綵，首映電影是西片北國尋金記。
1985年，戲院業權作公開拍賣，由原合夥人之一朱立愷以1,400萬港元投得。1990年，大戲院改建為兩間映院，有1,173個座位。2007年，再改為三間迷你映院，共有320個座位。
元朗戲院落成多年後有隔音和衛生問題，加上周圍地方龍蛇混雜，自鄰近的新元朗中心元朗百老匯戲院在1990年代中開業後，元朗戲院的觀眾數目自此大幅減少。元朗戲院於2014年以4億港元易手，新業主於2017年為戲院進行大翻新，裝潢加入懷舊原素，又將坐椅更換成皮椅，小食部亦增添食品和飲品種類。

## 建築及設備
元朗戲院是一座大型獨立長型建築物，屬功能主義設計，沒有太多花巧的裝飾。屋頂向兩邊傾斜，而兩邊山牆上有梯級邊緣作修飾。

## 近年發展

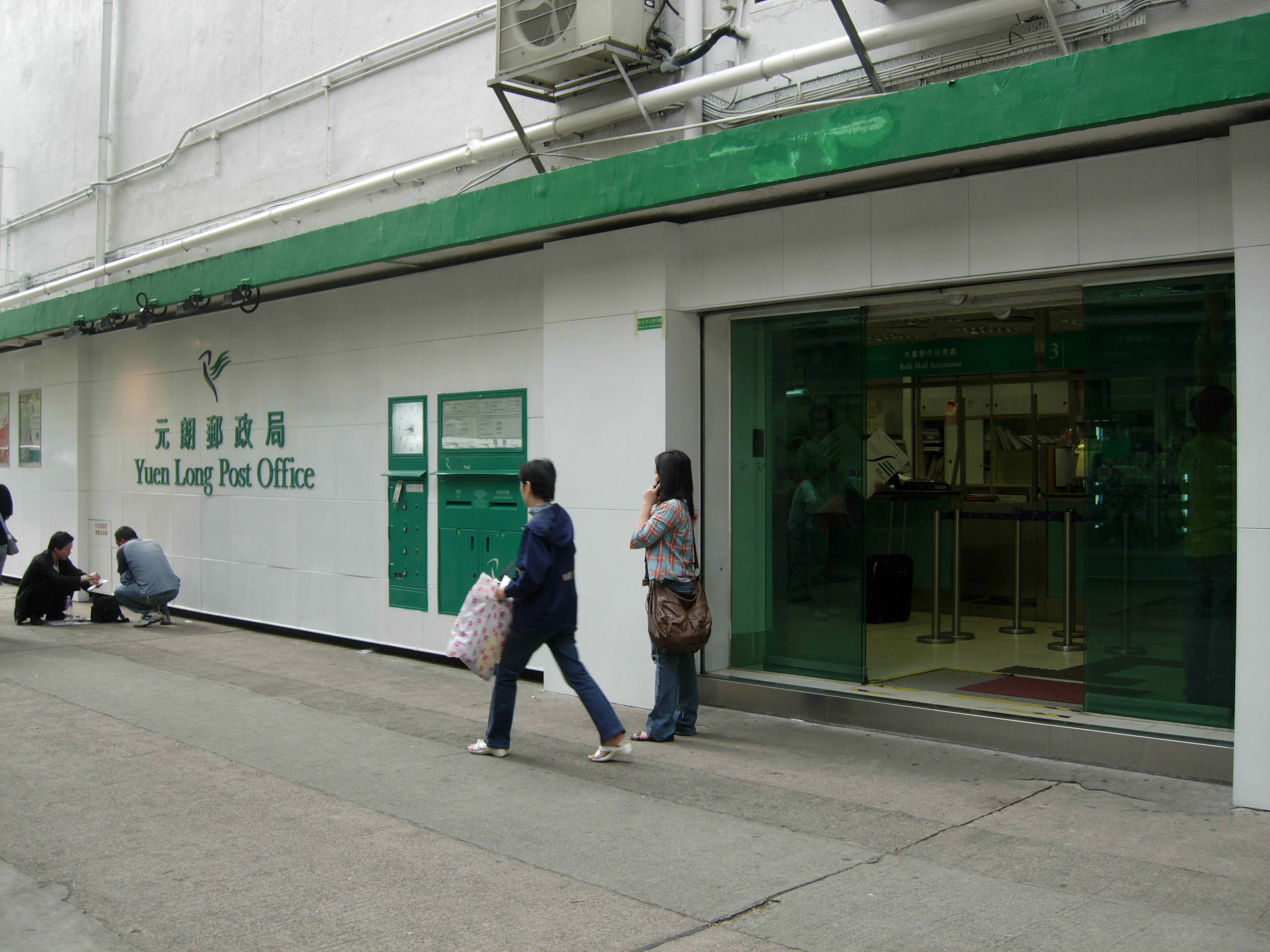
元朗郵政局曾租用元朗戲院地下作局址

2018年，業主向城規會申請改劃用地，以興建一幢19層高的商業大廈。2019新冠疫情嚴重打擊戲院營業額，戲院於2020年以「裝修停業」為名，無聲無息地結業，位於地下的元朗郵政局（2002年從壽富街遷至）和超級市場同一時間遷走。2022年，屹立元朗逾半世紀的戲院大樓被拆卸。
2024年FULL YEAR LIMITED向政府申請在元朗戲院舊址興建安老院，以滿足香港人口老化的相關需求。

## 外部連結
- 元朗戲院的Facebook專頁